# برونوو (نبراسکا)
برونوو(به انگلیسی: Bruno) شهری در ایالت نبراسکا کشور ایالات متحده آمریکا است که جمعیت آن در سرشماری سال ۲۰۱۰ میلادی، ۹۹ نفر بوده‌است.